# Har Adami
Har Adami är ett berg i Israel.   Det ligger i distriktet Norra distriktet, i den norra delen av landet. Toppen på Har Adami är 278 meter över havet, eller 73 meter över den omgivande terrängen. Bredden vid basen är 6,0 km. Har Adami ingår i Haré Yavne'el.
Terrängen runt Har Adami är huvudsakligen kuperad, men åt nordväst är den platt.Runt Har Adami är det tätbefolkat, med 982 invånare per kvadratkilometer. Närmaste större samhälle är Nasaret, 15,7 km väster om Har Adami. Trakten runt Har Adami består till största delen av jordbruksmark.